# أشياء ضرورية
أشياء ضرورية (بالإنجليزية: Needful Things)‏ هي رواية رعب للمؤلف الأمريكي ستيفن كينغ لعام 1991. وهي أول رواية لكينغ بعد إعادة تأهيله من إدمان المخدرات والكحول. تدور القصة حول صاحب متجر يدير أعماله من خلال تبديل السلع مقابل المال وتأدية الزبون لأعمال غامضة. وهي »آخر قصص كاسل روك» وفقًا للغلاف. ولكن، تستضيف هذه المدينة لاحقًا أحداث القصة القصيرة «إنه ينمو بك» (التي نُشرت في مجموعة كينغ لعام 1993 الكوابيس والهروب من الأحلام، والتي تعتبر، وفقًا لكينغ، خاتمة أشياء ضرورية) وكذلك رواية كينغ القصيرة انعتاق لعام 2018. حُولت هذه الرواية إلى فيلم يحمل نفس العنوان في عام 1993 من إخراج فريزر س. هيستون.

## الحبكة الروائية
يُفتتح متجر جديد يُدعى «أشياء ضرورية» في بلدة كاسل روك، بولاية مين، مثيرًا فضول سكانها. يبدو أن مالكه، ليلاند غونت، وهو رجل مسن ساحر، لديه دائمًا في مخزنه غرضًا مناسبًا تمامًا لأي زبون يدخل بابه. الأسعار منخفضة بشكل مدهش، بالنظر إلى البضائع –مثل بطاقة بيسبول نادرة لساندي كوفاكس، غطاء مصباح زجاجي لكرنفال، وقطعة خشبية يُعتقد أنها من سفينة نوح– لكنه يرجو من كل زبون تأدية مقلب صغير على شخص آخر في المدينة. يعلم غاونت بالأحقاد الشخصية والخلافات والعداوات بين مختلف سكان المدينة، وتكون المقالب وسائله لإجبارهم على التصعيد حتى تقع البلدة بأكملها في نهاية المطاف في حالة من الجنون والعنف.
يتخوف العمدة آلان بانغبورن من غونت بمجرد افتتاحه للمتجر. ومع ذلك، تستبعد عشيقة آلان، بولي تشالميرز، شكوكه وتشتري رُقية قديمة تخفف من آلام التهاب المفاصل في يديها. تزداد حدة التوترات بسرعة بعد مقتل نيتي كوب، مدبرة منزل بولي، وعدوتها ويلما جيرزيك، في مواجهة نشأت عن مقالب نفذها الفتى المحلي براين روسك ومدمن الكحول هيو بريست عليهما. تبدأ العديد من المشاحنات الأخرى في التفاقم، تحفزها دوافع وأسرار الأشخاص المتورطين. في النهاية، يوظف غونت المجرم البسيط جون «إيس» ميريل كمساعد له، ويزوده بالكوكايين عالي الجودة ويلمح له بكنز مدفون يمكن أن يخفف من دينه إلى زوج من تجار المخدرات. تكون مهمة إيس الأولى هي استرداد صناديق المسدسات والذخيرة وكبسولات التفجير من مرآب في بوسطن؛ سرعان ما يبدأ غونت ببيع المسدسات لزبائنه ليتمكنوا من حماية ممتلكاتهم.
خدع غونت الناس الغافلين لقرون لشراء خردة عديمة النفع تبدو لهم أغلى ما يملكون. يصابون بجنون الارتياب للحفاظ على سلامة أغراضهم لدرجة أنهم يشترون بحماس الأسلحة التي يقدمها لهم حتمًا ويقايضون أرواحهم بها. يبدأ إيس في التشكيك في الخلفية الخارقة للطبيعة لصاحب عمله الجديد، ولكن يبقيه غونت في صفه بتخويفه وتوعده بالانتقام من آلان والمدينة. وسرعان ما تحدث العديد من حالات العنف في نفس الوقت: يهاجم مدرب النادي الرياضي ليستر برات النائب جون لابوينت ويطلق النار عليه دفاعًا عن النفس؛ ويقتل كل من بريست ومالك البار هنري بوفورت بعضهما في تبادل لإطلاق النار؛ وينتحر براين لشعوره بالذنب لدوره في وفاة ويلما ونيتي؛ ويهاجم مختار المدينة دانفورث «باستر» كيتون (الذي اختلس آلاف الدولارات من الأموال العامة) النائب نوريس ريدجويك، قبل أن يهرب إلى بيته ويقتل زوجته ميرتل بمطرقة.
مع تسارع تصاعد العنف في كاسل روك، يزرع إيس وباستر الديناميت في جميع أنحاء المدينة، باستخدام الكبسولات التي استرجعها إيس. يشرع آلان في قتل إيس، مخطئ الاعتقاد أنه مسؤول عن حادث سيارة أودى بحياة زوجته وابنه. تدرك بولي شر الرقية التي اشترتها وتدمرها. يحاول نوريس الانتحار، مدركًا أن مقلبه على بريست أدى إلى تبادل إطلاق النار المميت، لكنه يعكس قرراه ويذهب إلى مركز الشرطة للمساعدة. مع انفجار القنابل، يصيب نوريس باستر بجروح ويخلصه إيس من بؤسه. يأخذ إيس بولي كرهينة، ويطالب آلان بتسليمه كنز النقود التي سرقه من أحد المواقع التي حفرها إيس. يقتل نوريس إيس، تاركًا آلان لمواجهة غونت.
يجبر آلان غونت على التراجع، باستخدام خفة اليد والإبداعات السحرية التي ظهرت فجأةً، ويأخذ حقيبته، التي تحتوي على أرواح زبائنه. يهرب غونت من مكان الحادث، وتتحول سيارته إلى عربة تجرها الخيول، ويترك الناجين للتفكير في مستقبل غير مؤكد. تنتهي الرواية كما بدأت، مع سرد شخص ثانٍ يشير إلى أن متجرًا جديدًا وغامضًا يدعى «الصلوات المجابة» على وشك أن يفتتح في مدينة آيوا الصغيرة ــوهي دلالة مشؤومة بأن غونت مستعد للبدء في دورة أعماله مرة أخرى.